# Исаково
Исаково је насеље у Србији у општини Ћуприја у Поморавском округу. Према попису из 2022. било је 424 становника.
Овде се налази Запис дуд у центру (Исаково).

## Демографија
У насељу Исаково живи 549 пунолетних становника, а просечна старост становништва износи 46,3 година (44,6 код мушкараца и 47,8 код жена). У насељу има 197 домаћинстава, а просечан број чланова по домаћинству је 3,28.
Становништво у овом насељу веома је нехомогено, а у последња три пописа, примећен је пораст у броју становника.
|  |

| Демографија | Демографија | Демографија |
| Година      | Становника  | Становника  |
| ----------- | ----------- | ----------- |
| 1948.       | 1.078       |             |
| 1953.       | 1.104       |             |
| 1961.       | 1.142       |             |
| 1971.       | 1.182       |             |
| 1981.       | 1.170       |             |
| 1991.       | 1.181       | 827         |
| 2002.       | 646         | 1.135       |

| Етнички састав према попису из 2002.‍ | Етнички састав према попису из 2002.‍ | Етнички састав према попису из 2002.‍ | Етнички састав према попису из 2002.‍ | Етнички састав према попису из 2002.‍ |
| ------------------------------------ | ------------------------------------ | ------------------------------------ | ------------------------------------ | ------------------------------------ |
|                                      |                                      |                                      |                                      |                                      |
| Власи                                | Власи                                |                                      | 361                                  | 55,88%                               |
| Срби                                 | Срби                                 |                                      | 187                                  | 28,94%                               |
| Роми                                 | Роми                                 |                                      | 23                                   | 3,56%                                |
| Румуни                               | Румуни                               |                                      | 4                                    | 0,61%                                |
| непознато                            | непознато                            |                                      | 67                                   | 10,37%                               |

| Година пописа     | 1948. | 1953. | 1961. | 1971. | 1981. | 1991. | 2002. |
| ----------------- | ----- | ----- | ----- | ----- | ----- | ----- | ----- |
| Број домаћинстава | 215   | 224   | 247   | 253   | 251   | 217   | 197   |

| Број чланова      | 1  | 2  | 3  | 4  | 5  | 6  | 7 | 8 | 9 | 10 и више | Просек |
| ----------------- | -- | -- | -- | -- | -- | -- | - | - | - | --------- | ------ |
| Број домаћинстава | 27 | 57 | 39 | 33 | 13 | 15 | 7 | 3 | 2 | 1         | 3,28   |

| Пол    | Укупно | Неожењен/Неудата | Ожењен/Удата | Удовац/Удовица | Разведен/Разведена | Непознато |
| ------ | ------ | ---------------- | ------------ | -------------- | ------------------ | --------- |
| Мушки  | 257    | 43               | 178          | 22             | 10                 | 4         |
| Женски | 309    | 42               | 175          | 75             | 10                 | 7         |
| УКУПНО | 566    | 85               | 353          | 97             | 20                 | 11        |

| Пол    | Укупно                    | Пољопривреда, лов и шумарство | Рибарство                            | Вађење руде и камена | Прерађивачка индустрија       |
| ------ | ------------------------- | ----------------------------- | ------------------------------------ | -------------------- | ----------------------------- |
| Мушки  | 181                       | 163                           | 0                                    | 0                    | 1                             |
| Женски | 105                       | 97                            | 0                                    | 0                    | 1                             |
| УКУПНО | 286                       | 260                           | 0                                    | 0                    | 2                             |
| Пол    | Производња и снабдевање   | Грађевинарство                | Трговина                             | Хотели и ресторани   | Саобраћај, складиштење и везе |
| Мушки  | 0                         | 3                             | 4                                    | 3                    | 3                             |
| Женски | 0                         | 0                             | 3                                    | 1                    | 0                             |
| УКУПНО | 0                         | 3                             | 7                                    | 4                    | 3                             |
| Пол    | Финансијско посредовање   | Некретнине                    | Државна управа и одбрана             | Образовање           | Здравствени и социјални рад   |
| Мушки  | 0                         | 0                             | 2                                    | 0                    | 0                             |
| Женски | 0                         | 0                             | 0                                    | 1                    | 0                             |
| УКУПНО | 0                         | 0                             | 2                                    | 1                    | 0                             |
| Пол    | Остале услужне активности | Приватна домаћинства          | Екстериторијалне организације и тела | Непознато            | Непознато                     |
| Мушки  | 0                         | 0                             | 0                                    | 2                    | 2                             |
| Женски | 0                         | 0                             | 0                                    | 2                    | 2                             |
| УКУПНО | 0                         | 0                             | 0                                    | 4                    | 4                             |